# Жан Капелль
Жан Капелль (фр. Jean Capelle, 26 жовтня 1913, Льєж, Бельгія — 20 лютого 1977, там само) — бельгійський футболіст, що грав на позиції нападника за клуб «Стандард» (Льєж), а також національну збірну Бельгії.

## Клубна кар'єра
У дорослому футболі дебютував 1929 року виступами за команду клубу «Стандард» (Льєж), кольори якої і захищав протягом усієї своєї кар'єри гравця, що тривала цілих шістнадцять років.  У складі «Стандарда» був одним з головних бомбардирів команди, маючи середню результативність на рівні 0,86 голу за гру першості.
| Дата       | Місто      | Господарі  | Результат | Гості      | Турнір               | Голи | Примітки |
| ---------- | ---------- | ---------- | --------- | ---------- | -------------------- | ---- | -------- |
| 29.03.1931 | Амстердам  | Нідерланди | 3 – 2     | Бельгія    | товариський матч     | -    |          |
| 03.05.1931 | Антверпен  | Бельгія    | 4 – 2     | Нідерланди | товариський матч     | -    |          |
| 16.05.1931 | Брюссель   | Бельгія    | 1 – 4     | Англія     | товариський матч     | 1    |          |
| 06.12.1931 | Брюссель   | Бельгія    | 2 – 1     | Швейцарія  | товариський матч     | 2    |          |
| 20.03.1932 | Антверпен  | Бельгія    | 1 – 4     | Нідерланди | товариський матч     | -    |          |
| 17.04.1932 | Амстердам  | Нідерланди | 2 – 1     | Бельгія    | товариський матч     | 1    |          |
| 01.05.1932 | Брюссель   | Бельгія    | 5 – 2     | Франція    | товариський матч     | 1    |          |
| 05.06.1932 | Копенгаген | Данія      | 3 – 4     | Бельгія    | товариський матч     | 3    |          |
| 12.06.1932 | Стокгольм  | Швеція     | 3 – 1     | Бельгія    | товариський матч     | -    |          |
| 12.02.1933 | Брюссель   | Бельгія    | 2 – 3     | Італія     | товариський матч     | -    |          |
| 26.11.1933 | Брюссель   | Бельгія    | 2 – 2     | Данія      | товариський матч     | -    |          |
| 21.01.1934 | Брюссель   | Бельгія    | 2 – 3     | Франція    | товариський матч     | -    |          |
| 25.02.1934 | Дублін     | Ірландія   | 4 – 4     | Бельгія    | Відбір ЧС-1934       | 1    |          |
| 29.04.1934 | Антверпен  | Бельгія    | 2 – 4     | Нідерланди | Відбір ЧС-1934       | -    |          |
| 27.05.1934 | Флоренція  | Бельгія    | 2 – 5     | Німеччина  | ЧС 1934 - 1/8 фіналу | -    |          |
| 28.04.1935 | Брюссель   | Бельгія    | 1 – 6     | Німеччина  | товариський матч     | -    |          |
| 17.11.1935 | Брюссель   | Бельгія    | 5 – 1     | Швеція     | товариський матч     | 2    |          |
| 16.02.1936 | Брюссель   | Бельгія    | 0 – 2     | Польща     | товариський матч     | -    |          |
| 29.03.1936 | Амстердам  | Нідерланди | 8 – 0     | Бельгія    | товариський матч     | -    |          |
| 03.05.1936 | Брюссель   | Бельгія    | 1 – 1     | Нідерланди | товариський матч     | -    |          |
| 09.05.1936 | Брюссель   | Бельгія    | 3 – 2     | Англія     | товариський матч     | -    |          |
| 24.05.1936 | Базель     | Швейцарія  | 1 – 1     | Бельгія    | товариський матч     | 1    |          |
| 02.05.1937 | Роттердам  | Нідерланди | 1 – 0     | Бельгія    | товариський матч     | -    |          |
| 06.06.1937 | Белград    | Югославія  | 1 – 1     | Бельгія    | товариський матч     | 1    |          |
| 10.06.1937 | Бухарест   | Румунія    | 2 – 1     | Бельгія    | товариський матч     | -    |          |
| 30.01.1938 | Париж      | Франція    | 5 – 3     | Бельгія    | товариський матч     | -    |          |
| 27.02.1938 | Роттердам  | Нідерланди | 7 – 2     | Бельгія    | товариський матч     | -    |          |
| 08.05.1938 | Лозанна    | Швейцарія  | 0 – 3     | Бельгія    | товариський матч     | 1    |          |
| 15.05.1938 | Мілан      | Італія     | 6 – 1     | Бельгія    | товариський матч     | 1    |          |
| 29.05.1938 | Брюссель   | Бельгія    | 2 – 2     | Югославія  | товариський матч     | 1    |          |
| 19.03.1939 | Антверпен  | Бельгія    | 5 – 4     | Нідерланди | товариський матч     | 3    |          |
| 23.04.1939 | Амстердам  | Нідерланди | 3 – 2     | Бельгія    | товариський матч     | -    |          |
| 14.05.1939 | Льєж       | Бельгія    | 1 – 2     | Швейцарія  | товариський матч     | -    |          |
| 18.05.1939 | Брюссель   | Бельгія    | 1 – 3     | Франція    | товариський матч     | -    |          |
| Усього     |            | Матчів     | 34        |            | Голів                | 19   |          |

Помер 20 лютого 1977 року на 64-му році життя у місті Льєж.